# Associazione Sportiva Lucchese Libertas 1996-1997
Questa pagina raccoglie le informazioni riguardanti l'Associazione Sportiva Lucchese Libertas nelle competizioni ufficiali della stagione 1996-1997.

## Stagione
Nella stagione 1996-1997 la Lucchese disputa il ventunesimo campionato di seconda serie della sua storia, prendendo parte alla Serie B. La squadra si è classificata al quattordicesimo posto con 45 punti, quattro sopra la zona retrocessione, con un finale di torneo in crescita. Sulla panchina rossonera si sono alternati prima Bruno Bolchi, poi da inizio marzo Gaetano Salvemini. Ancora una volta Roberto Paci  alla sua decima stagione a Lucca, è risultato il miglior realizzatore con 16 reti.
In Coppa Italia i rossoneri si sono fermati al secondo turno, nel primo hanno superato il Brescia, con la vittoria assegnata a tavolino (0-2) per un guasto all'impianto di illuminazione a sette minuti dal termine sul punteggio di (1-1), nel secondo turno sono stati sconfitti in casa dal Vicenza (1-2).

## Rosa
| N. |                   | Ruolo | Calciatore         |
| -- | ----------------- | ----- | ------------------ |
| 28 | Italia (bandiera) | P     | Enzo Biato         |
| 1  | Italia (bandiera) | P     | Simone Braglia     |
|    | Italia (bandiera) | P     | Lapo Giusti        |
| 12 | Italia (bandiera) | P     | Michele Tambellini |
| 25 | Italia (bandiera) | D     | Massimo Brambati   |
|    | Italia (bandiera) | D     | Giacomo Chini      |
| 27 | Italia (bandiera) | D     | Andrea Da Rold     |
| 2  | Italia (bandiera) | D     | Manuele Guzzo      |
| 13 | Italia (bandiera) | D     | Duccio Innocenti   |
| 6  | Italia (bandiera) | D     | Claudio Lombardo   |
| 3  | Italia (bandiera) | D     | Roberto Lorenzini  |
|    | Italia (bandiera) | D     | Mario Manzo        |
| 26 | Italia (bandiera) | D     | Sean Sogliano      |
| 21 | Italia (bandiera) | D     | Gianluca Torma     |
|    | Italia (bandiera) | D     | Mauro Valentini    |
|    | Italia (bandiera) | C     | Onofrio Barone     |

| N. |                   | Ruolo | Calciatore          |
| -- | ----------------- | ----- | ------------------- |
| 8  | Italia (bandiera) | C     | Maurizio Coppola    |
|    | Italia (bandiera) | C     | Oliviero Di Stefano |
|    | Italia (bandiera) | C     | Jimmy Fialdini      |
|    | Italia (bandiera) | C     | Leonardo Malaguti   |
| 31 | Italia (bandiera) | C     | Francesco Mocarelli |
| 4  | Italia (bandiera) | C     | Aldo Monza          |
| 30 | Italia (bandiera) | C     | Marco Rossi         |
| 14 | Italia (bandiera) | C     | Bruno Russo         |
|    | Italia (bandiera) | C     | Salvatore Tedesco   |
| 23 | Italia (bandiera) | C     | Ighli Vannucchi     |
| 18 | Italia (bandiera) | C     | Andrea Zanuttig     |
| 9  | Italia (bandiera) | A     | Roberto Paci        |
| 11 | Italia (bandiera) | A     | Massimo Rastelli    |
| 15 | Italia (bandiera) | A     | Christian Scalzo    |
|    | Italia (bandiera) | A     | Sandro Sorrentino   |
| 20 | Italia (bandiera) | A     | Nazzareno Tarantino |

## Calciomercato

### Sessione estiva e autunnale
| Acquisti | Acquisti         | Acquisti | Acquisti         |
| Ruolo    | Nome             | da       | Data d'acquisto  |
| -------- | ---------------- | -------- | ---------------- |
| D        | Andrea Da Rold   | Verona   | 8 settembre 1996 |
| P        | Enzo Biato       | Torino   | 28 ottobre 1996  |
| C        | Jimmy Fialdini   | Como     | 23 novembre 1996 |
| C        | Christian Scalzo | Livorno  | prestito         |
| C        | Mauro Valentini  | Atalanta | definitivo       |
| C        | Aldo Monza       | Cosenza  | prestito         |
| C        | Onofrio Barone   | Verona   | definitivo       |

| Cessioni | Cessioni            | Cessioni         | Cessioni          |
| Ruolo    | Nome                | a                | Data di cessione  |
| -------- | ------------------- | ---------------- | ----------------- |
| C        | Oliviero Di Stefano | Empoli           | 28 settembre 1996 |
| C        | Salvatore Tedesco   | Alessandria      | 5 ottobre 1996    |
| C        | Jimmy Fialdini      | Pistoiese        | 14 dicembre 1996  |
| C        | Leonardo Malaguti   | Rimini           | 14 dicembre 1996  |
| A        | Andrea Pistella     | Castel di Sangro | definitivo        |
| C        | Silvio Giusti       | Chievo           | prestito          |
| D        | Stefano Bettarini   | Cagliari         | definitivo        |

## Risultati

### Campionato

#### Girone di andata
| Arbitro: | Branzoni (Pavia) |

|                |           |          |
| Centofanti 68’ | Marcatori | 90’ Paci |

| Lucca 15 settembre 1996 2ª giornata | Lucchese          | 0 – 0 | Chievo | Stadio Porta Elisa\| Arbitro: \| Piretti (Ravenna) \| |
| Arbitro:                            | Piretti (Ravenna) |       |        |                                                       |

| Arbitro: | Sirotti (Forlì) |

|                    |           |  |
| Criniti 48’ (rig.) | Marcatori |  |

| Arbitro: | Gronda (Genova) |

|                                   |           |  |
| Sogliano 10’ Paci 31’, 67’ (rig.) | Marcatori |  |

| Ravenna 6 ottobre 1996 5ª giornata | Ravenna          | 0 – 0 | Lucchese | Stadio Bruno Benelli\| Arbitro: \| Rossi (Ciampino) \| |
| Arbitro:                           | Rossi (Ciampino) |       |          |                                                        |

| Arbitro: | Nucini (Bergamo) |

|                    |           |  |
| Manzo 54’ Paci 69’ | Marcatori |  |

| Arbitro: | Gambino (Barletta) |

|           |           |  |
| Suppa 10’ | Marcatori |  |

| Arbitro: | Preschern (Mestre) |

|               |           |  |
| Valentini 78’ | Marcatori |  |

| Arbitro: | Pin (Conegliano) |

|  |           |          |
|  | Marcatori | 57’ Paci |

| Arbitro: | Racalbuto (Gallarate) |

|           |           |              |
| Manzo 16’ | Marcatori | 62’ Brioschi |

| Arbitro: | Bettin (Padova) |

|                                              |           |  |
| Zanutta 33’ F. Giampaolo 67’ Terracenere 86’ | Marcatori |  |

| Arbitro: | Boggi (Salerno) |

|                                         |           |                                |
| Rastelli 65’ Paci 81’ (rig.) Barone 85’ | Marcatori | 8’, 86’ F. Palmieri 24’ Mazzeo |

| Lucca 8 dicembre 1996 13ª giornata | Lucchese           | 0 – 0 | Palermo | Stadio Porta Elisa\| Arbitro: \| Dagnello (Trieste) \| |
| Arbitro:                           | Dagnello (Trieste) |       |         |                                                        |

| Castel di Sangro 15 dicembre 1996 14ª giornata | Castel di Sangro   | 0 – 0 | Lucchese | Stadio Teofilo Patini\| Arbitro: \| Stafoggia (Pesaro) \| |
| Arbitro:                                       | Stafoggia (Pesaro) |       |          |                                                           |

| Arbitro: | Trentalange (Torino) |

|              |           |            |
| Rastelli 55’ | Marcatori | 45’ Flachi |

| Arbitro: | Bazzoli (Merano) |

|              |           |          |
| Agostini 38’ | Marcatori | 34’ Paci |

| Arbitro: | Borriello (Mantova) |

|  |           |              |
|  | Marcatori | 60’ Ferrante |

| Arbitro: | Preschern (Mestre) |

|                        |           |           |
| Perovic 28’ Aloisi 49’ | Marcatori | 24’ Russo |

| Arbitro: | Ercolino (Cassino) |

|          |           |  |
| Paci 57’ | Marcatori |  |

#### Girone di ritorno
| Arbitro: | Rodomonti (Teramo) |

|  |           |                                           |
|  | Marcatori | 4’ (rig.) Pisano 56’ Ruotolo 77’ Goossens |

| Arbitro: | Bonfrisco (Monza) |

|             |           |  |
| Cerbone 85’ | Marcatori |  |

| Arbitro: | Farina (Novi Ligure) |

|  |           |                                                 |
|  | Marcatori | 61’ Pergolizzi 80’ (aut.) Innocenti 89’ Kovacic |

| Arbitro: | Lana (Torino) |

|              |           |  |
| Artistico 8’ | Marcatori |  |

| Lucca 2 marzo 1997 24ª giornata | Lucchese             | 0 – 0 | Ravenna | Stadio Porta Elisa\| Arbitro: \| Pairetto (Nichelino) \| |
| Arbitro:                        | Pairetto (Nichelino) |       |         |                                                          |

| Arbitro: | Beschin (Legnago) |

|                                                    |           |                                 |
| Giacchetta 37’ Pasino 44’ Visentin 68’ Dionigi 83’ | Marcatori | 13’ Guzzo 88’ (aut.) Montalbano |

| Arbitro: | Bonfrisco (Monza) |

|            |           |  |
| Barone 34’ | Marcatori |  |

| Arbitro: | Serena (Bassano del Grappa) |

|                                      |           |  |
| Gio. Tedesco 50’ Chianese 88’ (rig.) | Marcatori |  |

| Arbitro: | Collina (Viareggio) |

|              |           |                                    |
| Paci 2’, 50’ | Marcatori | 71’ (rig.) Cappellini 87’ Bianconi |

| Arbitro: | Nucini (Bergamo) |

|                                     |           |          |
| Zanuttig 12’ (aut.) C. Bellucci 29’ | Marcatori | 53’ Paci |

| Arbitro: | De Santis (Tivoli) |

|              |           |  |
| Rastelli 35’ | Marcatori |  |

| Arbitro: | Piretti (Ravenna) |

|                                              |           |                 |
| F. Palmieri 8’, 82’ Edusei 87’ Francioso 90’ | Marcatori | 21’ (rig.) Paci |

| Arbitro: | Borriello (Mantova) |

|                    |           |          |
| Saurini 86’ (rig.) | Marcatori | 41’ Paci |

| Arbitro: | Serena (Bassano del Grappa) |

|                      |           |                 |
| Paci 2’ Rastelli 52’ | Marcatori | 12’ (aut.) Paci |

| Bari 15 maggio 1997 34ª giornata | Bari                                   | 0 – 0 | Lucchese | Stadio San Nicola\| Arbitro: \| Pellegrino (Barcellona Pozzo di Gotto) \| |
| Arbitro:                         | Pellegrino (Barcellona Pozzo di Gotto) |       |          |                                                                           |

| Arbitro: | Trentalange (Torino) |

|                           |           |  |
| Rastelli 4’ Vannucchi 36’ | Marcatori |  |

| Arbitro: | Bolognino (Milano) |

|                             |           |                     |
| Scarchilli 12’ Ferrante 29’ | Marcatori | 54’ Paci 57’ Barone |

| Arbitro: | De Santis (Tivoli) |

|                                              |           |                       |
| Paci 26’ (rig.) Rastelli 44’, 59’ Scalzo 73’ | Marcatori | 46’, 86’ Giandebiaggi |

| Arbitro: | Stafoggia (Pesaro) |

|             |           |              |
| Guidoni 36’ | Marcatori | 25’ Rastelli |

### Coppa Italia
| Arbitro: | Ercolino (Vicenza) |

|           |           |            |
| Adani 69’ | Marcatori | 56’ Barone |

| Arbitro: | Bolognino (Milano) |

|              |           |                          |
| Rastelli 30’ | Marcatori | 9’ Rossi 37’ Cornacchini |

## Statistiche

### Statistiche di squadra
| Competizione | Punti | In casa | In casa | In casa | In casa | In casa | In casa | In trasferta | In trasferta | In trasferta | In trasferta | In trasferta | In trasferta | Totale | Totale | Totale | Totale | Totale | Totale | DR |
| Competizione | Punti | G       | V       | N       | P       | Gf      | Gs      | G            | V            | N            | P            | Gf           | Gs           | G      | V      | N      | P      | Gf     | Gs     | DR |
| ------------ | ----- | ------- | ------- | ------- | ------- | ------- | ------- | ------------ | ------------ | ------------ | ------------ | ------------ | ------------ | ------ | ------ | ------ | ------ | ------ | ------ | -- |
| Serie B      | 45    | 19      | 9       | 7       | 3       | 24      | 17      | 19           | 1            | 8            | 10           | 12           | 27           | 38     | 10     | 15     | 13     | 36     | 44     | -8 |
| Coppa Italia |       | 1       | 0       | 0       | 0       | 1       | 2       | 1            | 1            | 0            | 0            | 2            | 0            | 2      | 1      | 0      | 1      | 3      | 2      | +1 |
| Totale       | 45    | 20      | 9       | 7       | 4       | 25      | 19      | 20           | 2            | 8            | 10           | 14           | 27           | 40     | 11     | 15     | 14     | 39     | 46     | -7 |